# Robert Hermann Schomburgk

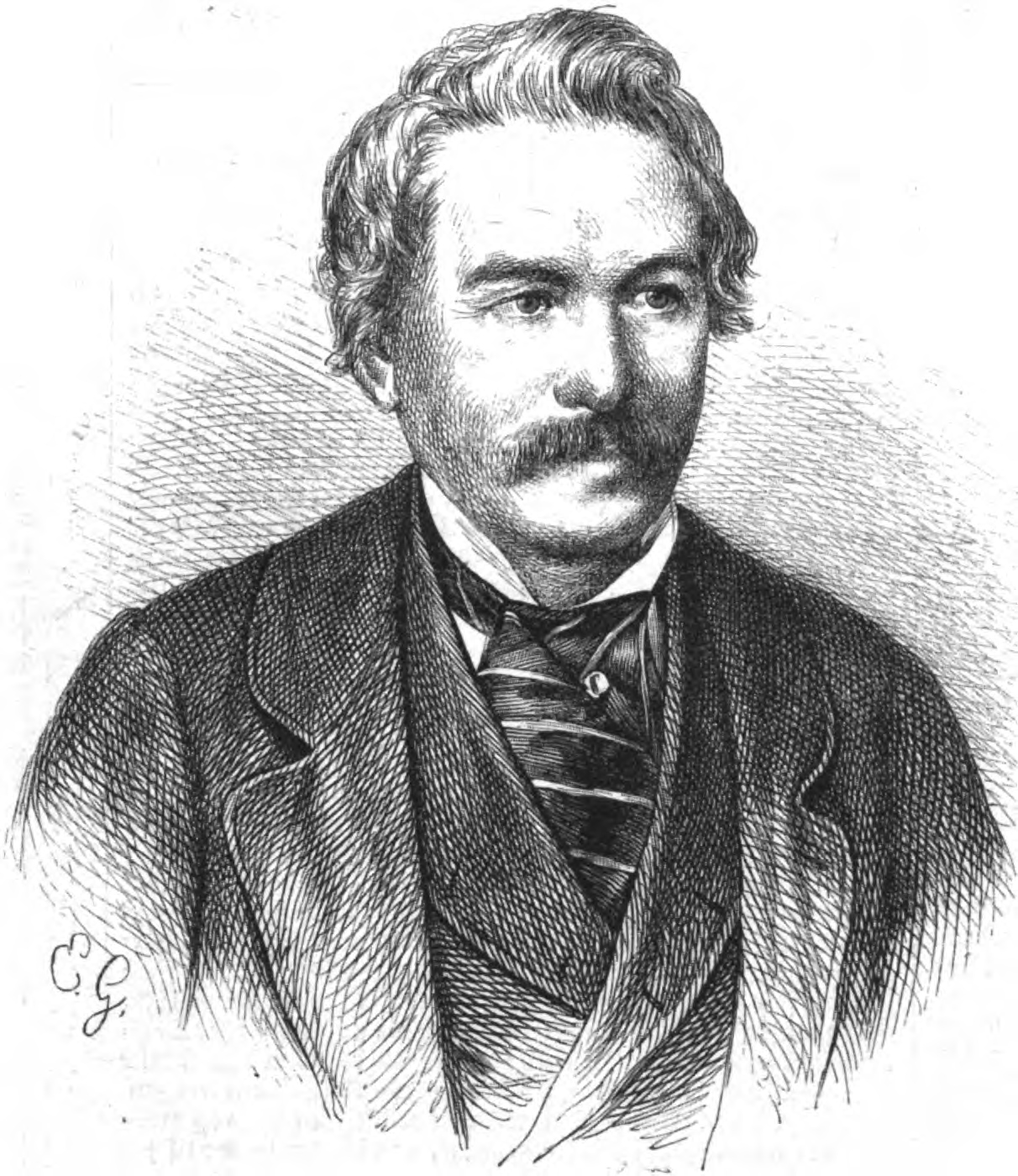
Robert Schomburgk

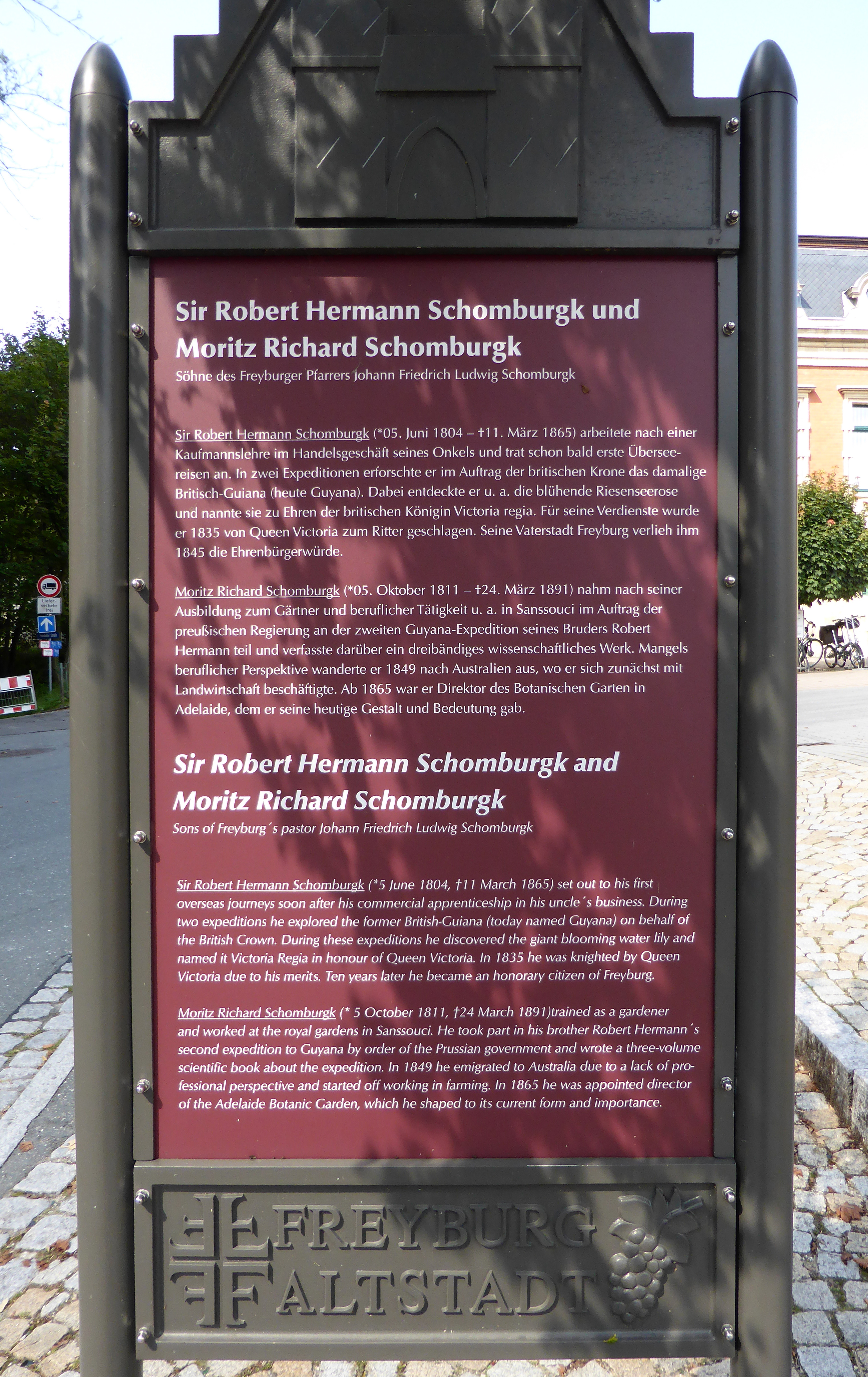
Gedenktafel für Robert Hermann und Moritz Richard Schomburgk in Freyburg

Sir Robert Hermann Schomburgk (* 5. Juni 1804 in Freyburg (Unstrut); † 11. März 1865 in Schöneberg) war ein deutscher Forschungsreisender. Sein offizielles botanisches Autorenkürzel lautet „R.H.Schomb.“

## Leben und Wirken
Schomburgks Eltern waren der lutherische Hilfspastor Johann Friedrich Ludwig Schomburgk und seine Frau Christiane Juliane Wilhelmine, geborene Krippendor. Nach der Schulzeit wurde Schomburgk zunächst als Kaufmann in Naumburg (Saale) ausgebildet und ging 1828 in die Vereinigten Staaten. Von dort aus ging er nach Westindien, wo er insbesondere die Insel Anegada durchforschte. 1835 begann er mit Hilfe der britischen Geographischen Gesellschaft eine wissenschaftliche Expedition nach Guyana (früher Britisch-Guayana), von der er nach vierjähriger ergebnisreicher Tätigkeit im Juni 1839 zurückkehrte. 1840 beauftragte ihn die britische Regierung mit der Feststellung der Grenzen zwischen Britisch-Guayana und Venezuela. Mit dieser Aufgabe war er mehrere Jahre beschäftigt, doch wurde die von ihm festgelegte Grenzlinie (die so genannte Schomburgk-Linie) von Venezuela nicht anerkannt. Im Juni 1844 kehrte er wieder nach England zurück, wo er von Königin Victoria am 26. Dezember 1844 als Knight Bachelor („Sir“) in den britischen Adelsstand erhoben wurde.
Seine zahlreichen botanischen und zoologischen Funde, von denen besonders die Victoria regia Lindl. herausragt, vermachte er dem Britischen Museum.
Im August 1848 wurde Schomburgk Konsul und Geschäftsträger bei der Dominikanischen Republik, wo er im Mai 1850 einen für England vorteilhaften Handelsvertrag abschließen konnte und den Frieden mit dem haitianischen Kaiser Faustin Soulouque vermittelte. Er wurde 1856 englischer Generalkonsul in Bangkok (Siam), kehrte aber im April 1864 krank nach Europa zurück.
Er war der Bruder des Botanikers Moritz Richard Schomburgk (1811–1891).
Robert Hermann Schomburgk starb am 11. März 1865 im Alter von 60 Jahren in Schöneberg. Beigesetzt wurde er auf dem Berliner Friedhof III der Jerusalems- und Neuen Kirche vor dem Halleschen Tor. Das Grab ist nicht erhalten.

## Ehrungen
Schomburgk war Ritter des königlich  sächsischen Zivilverdienst-Ordens und Ritter der französischen Ehrenlegion. 1840 wurde ihm vom preußischen König der Rote Adlerorden Dritter Klasse verliehen. 1845 wurde ihm die Ehrenbürgerwürde der Stadt Freyburg verliehen und am 15. Oktober 1845 wurde er mit dem akademischen Beinamen Aublet zum Mitglied (Matrikel-Nr. 1560) der Leopoldina gewählt. Am 9. Juni 1859 wurde Schomburgk zum Fellow der Royal Society gewählt.
Der ausgestorbene Schomburgk-Hirsch, der früher in Thailand lebte, ist nach ihm benannt (Rucervus schomburgki (Blyth.)); der südamerikanische Vielstachler (Polycentrus schomburgkii M. et T.), ein kleiner Barschfisch, hingegen wurde nach seinem Bruder Richard benannt. Verwechslungen zwischen den Brüdern bezüglich solcher Artbezeichnungen kommen regelmäßig vor.
Nach Robert Hermann Schomburgk ist die Pflanzengattung Schomburgkia Lindl. aus der Familie der Orchideen.

## Werke
- Descriptions of British Guiana, geographical and statistical. London 1840.
- Views in the Interior of Guiana. London 1840.
- Reisen in Guiana und am Orinoco während der Jahre 1835–1839. Nach seinen Berichten und Mitteilungen an die Geogr. Gesellschaft in London bearb. v. Otto Alfred Schomburgk. Mit einem Vorwort v. Alexander von Humboldt und dessen Abhandlung über einige wichtige astronomische Positionen Guiana’s. Georg Wiegand, Leipzig 1841.
- Reisen in Britisch-Guiana in den Jahren 1840–1844. Im Auftrag Seiner Majestät des Königs von Preussen ausgeführt von Richard Schomburgk. Nebst einer Fauna und Flora Guiana's nach Vorlagen von Johannes Müller, Ehrenberg, Erichson, Klotzsch, Troschel, Cabanis und Andern. Mit Abbildungen und einer Karte von Britisch-Guiana. Aufgenommen von Sir Robert Schomburgk. In drei Theilen. Leipzig 1847–1848. Digitalisat
- The History of Barbados. Longman, Brown, Green and Longmans, London 1848, Digitalisat
- The Discovery of the Large, Rich, and Beautiful Empire of Guiana. (Hakluyt Society) London 1848. Digitalisat
- Autobiographie In: Dietrich Georg Kieser (Hrsg.): Leopoldina, Heft I, Friedrich Fromann, Jena 1859, S. 34–39, Digitalisat